# 아카시나정
아카시나정(明科町)은 나가노현 중서부, 아즈미노 지역의 동쪽 끝에 위치했던 정이다.

## 역사
- 1955년 4월 1일 - 나카카와테촌, 히가시카와테촌이 합병해 아카시나정이 성립하였다.
- 2005년 10월 1일 - 도요시나정·호타카정·미사토촌·호리가네촌과 합병해 아즈미노시가 되었다. 동일 아카시나정은 폐지되었다.

## 교통

### 철도
- 동일본 여객철도
  - 시노노이 선

### 도로
- 나가노 자동차도
- 국도 19호선
- 국도 403호선